# Lake Elmo
Lake Elmo is een plaats (city) in de Amerikaanse staat Minnesota, en valt bestuurlijk gezien onder Washington County.

## Demografie
Bij de volkstelling in 2000 werd het aantal inwoners vastgesteld op 6863.
In 2006 is het aantal inwoners door het United States Census Bureau geschat op 7590, een stijging van 727 (10.6%).

## Geografie
Volgens het United States Census Bureau beslaat de plaats een oppervlakte van
63,2 km², waarvan 59,2 km² land en 4,0 km² water. Lake Elmo ligt op ongeveer 297 m boven zeeniveau.

## Plaatsen in de nabije omgeving
De onderstaande figuur toont nabijgelegen plaatsen in een straal van 8 km rond Lake Elmo.